# آنتیوخوس هشتم

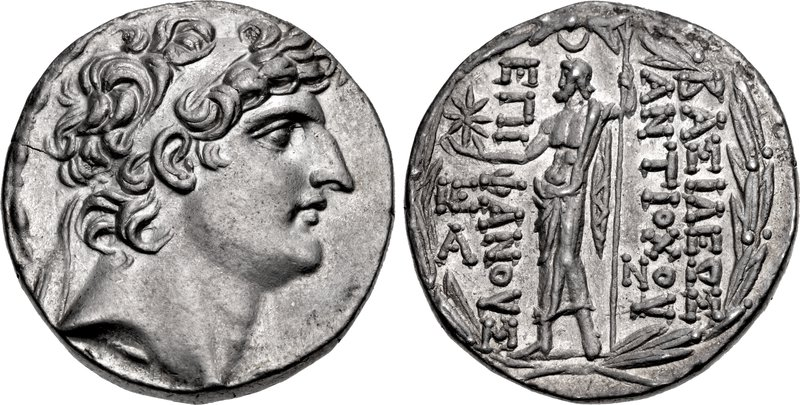
سکهٔ آنتیوخوس هشتم، پش سکه تصویری از زئوس و این جملهٔ یونانی است:ΒΑΣΙΛΕΩΣ ΑΝΤΙΟΧΟΥ ΦΙΛΟΜΗΤΟΡΟΣ (شاه آنتیوخوس فیلوممتور)

آنتیوخوس هشتم پادشاه سلوکی و پسر دیمتریوس دوم بود. او را با لقب‌های اِپیفانس(=تجلی خداوند)، کالی‌نیکوس(=فاتح درخشان)، فیلومتور(=مادردوست) و گروپوس(=کَج‌بینی) خوانده‌اند.

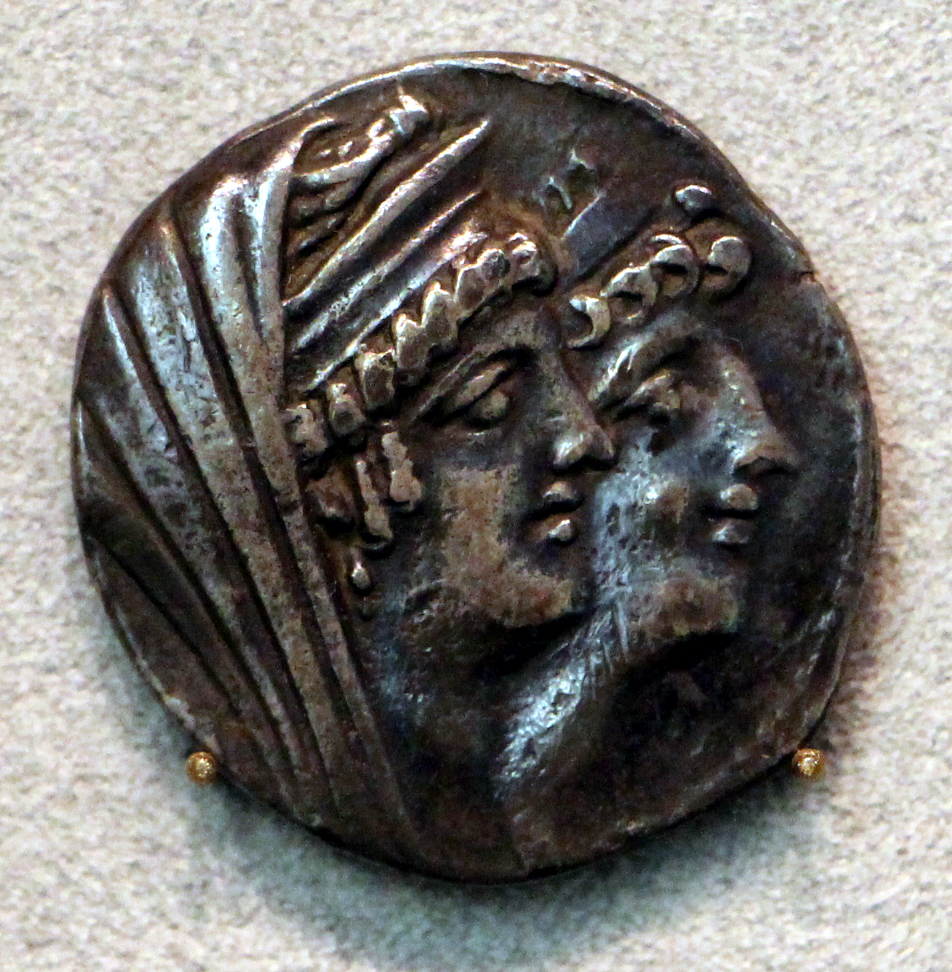
سکه کلئوپاترا تئا و انتخیوس هفتم به عنوان فرمانروایان مشترک سلوکی

او به‌طور مشترک همراه کلئوپاترا تئا در بازهٔ زمانی میان مرگ آنتیوخوس هفتم و بازگشت دیمتریوس دوم بر سر کار بر تخت شاهی نشستن ولی در ۱۲۹ که دیمتریوس به انطاکیه بازگشت مادرش کلئوپاترا تئا او را کنارگذاشت و به تنهای سلطنت کرد ولی پسرش را مثل پسر بزرگترش سلوکوس پنجم نکشت.
در ۱۲۵ آنگاه که مادرش-کلئوپاترا تئا- برادر بزرگتر آنتیوخوس هشتم-سلوکوس پنجم- را کشت، آنتیوخوس به همراه مادرش باز تاج‌گذاری کرد. پس از اینکه آنتیوخوس در ۱۲۳ الکساندر دوم را شکست داد مادرش کوشید تا با بادهٔ زهرآگین او را بکشد، ولی آنتیوخوس که به شناخت و پژوهش دربارهٔ زهرها دلبستگی داشت به مادر بدگمان شد و وی را واداشت تا خود باده را سربکشد بدین سان ملکه فرمانروا کلئوپاترا تئا به وسیله زهر خود کشته شد.
آنتیوخوس هشتم با یک شاهدخت بطلمیوسی به نام تریفنا پیمان زناشویی بست، ولی در ۱۱۶ نابرادر و پسرعمویش آنتیوخوس نهم از تبعید بازگشت و جنگ خانگی آغاز شد. داستان بدین‌گونه بود که خواهر ناتنی تریفنا - کلئوپاترا - همسر آنتیوخوس نهم بود. وی را به دستور تریفنا در میان یک نمایش درام در نیایشگاه دافنه در بیرون انطاکیه کشتند، و به کین او آنتیوخوس نهم هم تریفنا را کشت. میان دو برادر جنگ درگرفت و سرانجام سوریه را این دو به دو پاره بخش‌کردند. تا اینکه در ۹۶ آنتیوخوس هشتم به دست وزیرش هراکلئون کشته‌شد.